# Hervé Mahé
Pour les articles homonymes, voir Mahé.
Hervé Mahé (né le 1er novembre 1909 à Saint-Gilles-Pligeaux et mort le 6 août 2003 à Rostrenen) est un athlète français, spécialiste des épreuves combinées.

## Biographie
Il se classe huitième du décathlon lors des championnats d'Europe de 1938, à Paris.
Il remporte quatre titres de champion de France du décathlon en 1935, 1936, 1937 et 1938.
Il est le premier détenteur du record de France du décathlon en établissant 5 890 points le 12 juillet 1936 à Colombes. Ce record sera amélioré en 1944 par Jean Balezo.